# 卡洛斯·西斯内罗斯
卡洛斯·西斯内罗斯（西班牙語：Carlos Cisneros，1993年8月30日—），墨西哥男子足球运动员，司职边锋。他曾代表墨西哥参加2015年泛美运动会足球比赛，获得一枚银牌。他也曾参加2016年夏季奥运会。